# 郑胡
郑胡（？—515年），荥阳郡开封县（今河南省开封市）人，北魏镇北将军、银青光禄大夫，平阳郡太守。
20世纪80年代的文物大普查中，开封市文物部门从朱仙镇老谭家寨征集到该村村北出土的一方“开封县郑胡铭”，
正面为
-{
| 延昌四年岁在乙未 开封县郑胡铭 |

}-
反面为
-{
| 大魏太昌元年十二月 □□□镇北将 军银青光禄大 夫平阳太守郑 君之铭四祖葬 其中十七□同时 葬一祖胡一祖驎一祖豹一祖□ 开封城西门西 二百步横道 北五十步 岁次壬子 |

}-
墓志记载郑胡延昌四年（515年）去世，于太昌元年（532年）十二月与荥阳郑氏的郑驎等三祖及同族十七人葬于开封城西门西二百步，横道北五十步。郭世军和刘心健认为郑胡在延昌四年去世却于相隔17年后的太昌元年下葬，不仅墓志砖非常简陋，“四祖十七座”同时埋葬，是一件异常的事情，他们推测可能与北魏末年荥阳郑氏受到尔朱氏动乱有关，直到高欢平定尔朱氏动乱，荥阳郑氏的幸存者才将各地死难的先人遗骸集中运回开封祖茔埋葬，所以产生了墓志中“四祖葬其中，十七座同时葬”的现象。
罗新和叶炜则指出墓志以郑胡为志主，又称四祖同葬郑胡为四祖之一，主持丧事。刊刻墓志的人是郑胡的孙子，而四祖中的另外三人是郑胡的兄弟，因为同葬，所以要一一指出。罗新和叶炜进一步指出墓志中的郑驎很有可能就是郑羲的长兄郑白驎，四祖都死于尔朱荣入洛之前，当时其家族势力正处于上升期，及时安葬当不成问题，有可能是因为四祖是第二次安葬，因为尔朱氏之乱时期，荥阳郑氏的地方势力急剧衰落，而且由于乡党对他们“疾之若仇”，遭到了报复性打击，可以设想仇视郑氏的地方力量会联合起来报复和排挤他们，四祖的墓地因此被破坏。
罗新和叶炜还指出郑胡可能是郑洞林、郑叔夜、郑连山中的一个，因为是郑胡的孙子主持葬事，遂以郑胡为墓主，叙四祖名讳，自然以郑胡为先，接着按兄弟排行为序，所以郑氏六兄弟的老大郑白驎排第二。当时时局动荡，郑氏家族刚刚遭受沉重打击，所以葬事草草。